# Steve Martland
Steve Martland (1954-2013) fou un compositor principalment de música instrumental. Les seves influències son diverses i això és tradueix en les seves creacions artístiques. S'observa una combinació d'elements del jazz, el trip-hop o la música clàssica. La creativitat de les seves obres és el reflex d'aquesta amistat amb el plurilalisme i la diversitat musical. Tot el seu treball publicat es pot consultar a la Schott Musik International. El 6 de maig del 2013, a l'edat de 53 anys, va morir dormint per un atac de cor.